# The Book of Truth
The Book of Truth var det melodiske dødsmetalband Ceremonial Oath debutalbum der udkom i 1993 gennem Modern Primitive Records.

## Spor
1. "Prologue: Sworn to Avenge" – 1:04
2. "Chapter I: The Invocator" – 3:16
3. "Chapter II: For I have Sinned – The Praise" – 5:24
4. "Chapter III: Enthroned" – 5:16
5. "Chapter IV: Only Evil Prevails" – 5:30
6. "Chapter V: Thunderworld" – 2:26
7. "Chapter VI: Lords of Twilight" – 5:42
8. "Chapter VII: Ceremonial Oath" – 7:34
9. "Chapter VIII: The Lost Name of God" – 3:52
10. "Chapter IX: The Book of Truth" – 1:51
11. "Chapter X: Hellbound" – 3:40